# Ochogona caroli
Ochogona caroli är en mångfotingart som först beskrevs av Rothenbühler 1900.  Ochogona caroli ingår i släktet Ochogona och familjen knöldubbelfotingar. Inga underarter finns listade i Catalogue of Life.